# Veix
Veix település Franciaországban, Corrèze megyében. Lakosainak száma 74 fő (2022. január 1.). Veix Affieux, Chaumeil, Lestards, Madranges, Pradines, Saint-Augustin és Treignac községekkel határos.

## Népesség
A település népessége az elmúlt években az alábbi módon változott:
| Lakosok száma | 194  | 110  | 80   | 71   | 68   | 65   | 67   | 72   | 71   | 74   |
|               | 1968 | 1982 | 1990 | 2006 | 2013 | 2015 | 2017 | 2019 | 2020 | 2022 |